# 反軍国主義

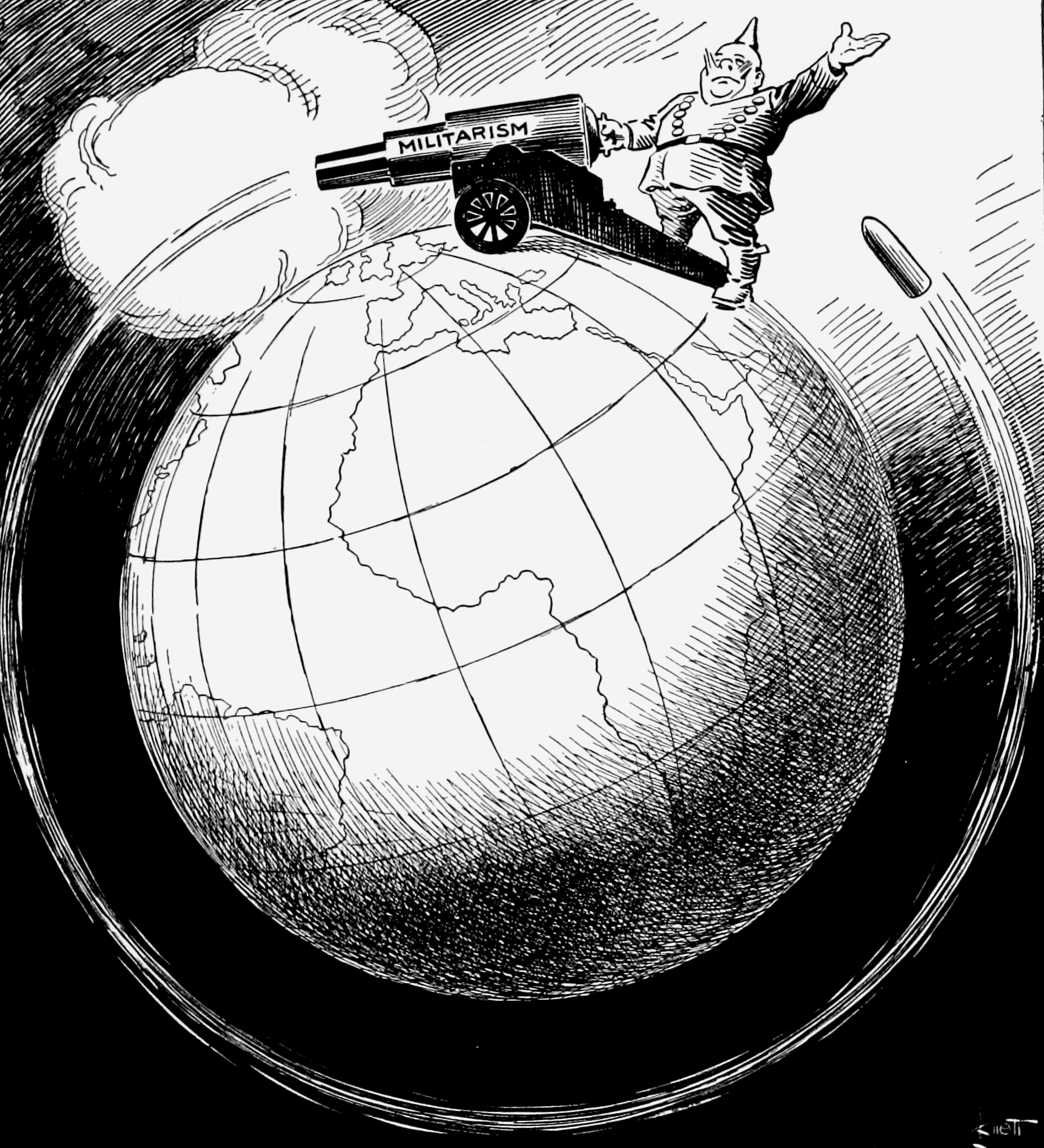
『夢より遠くを撃つ』(原題:It Shoots Further Than He Dreams） 反軍国主義の漫画家ジョン・F・ノットによる風刺画。

反軍国主義（はんぐんこくしゅぎ、英語:antimilitarism）は特に帝国主義で推し進められた戦争に対する反戦的な思想や運動である。一方で平和主義は特に国家間の紛争を非暴力的に解決することを目指す立場である。

## 平和主義との違い
平和主義は国家間の紛争を暴力や戦争を手段とせずに平和的に解決すべきという主張である。軍事行動への参加の拒否を含めることもある。
一方で反軍国主義は、戦争を全く拒むという立場ではなく、戦争への備えとして強大な軍事力を保つことに反対する立場である。